# Chilton (Teksas)
Chilton – jednostka osadnicza w Stanach Zjednoczonych, w stanie Teksas, w hrabstwie Falls.